# أخدراوات
الأخدراوات (الاسم العلمي: Onagroideae) هي أسرة من النباتات تتبع فصيلة الأخدرية من رتبة الآسيات.

## تصنيف الأخدراوات
- القبيلة الأخدراوية
  - جنس الأخدرية
  - جنس الكلاركية
- القبيلة السنفياوية
  - جنس السنفية